# Oude Warande

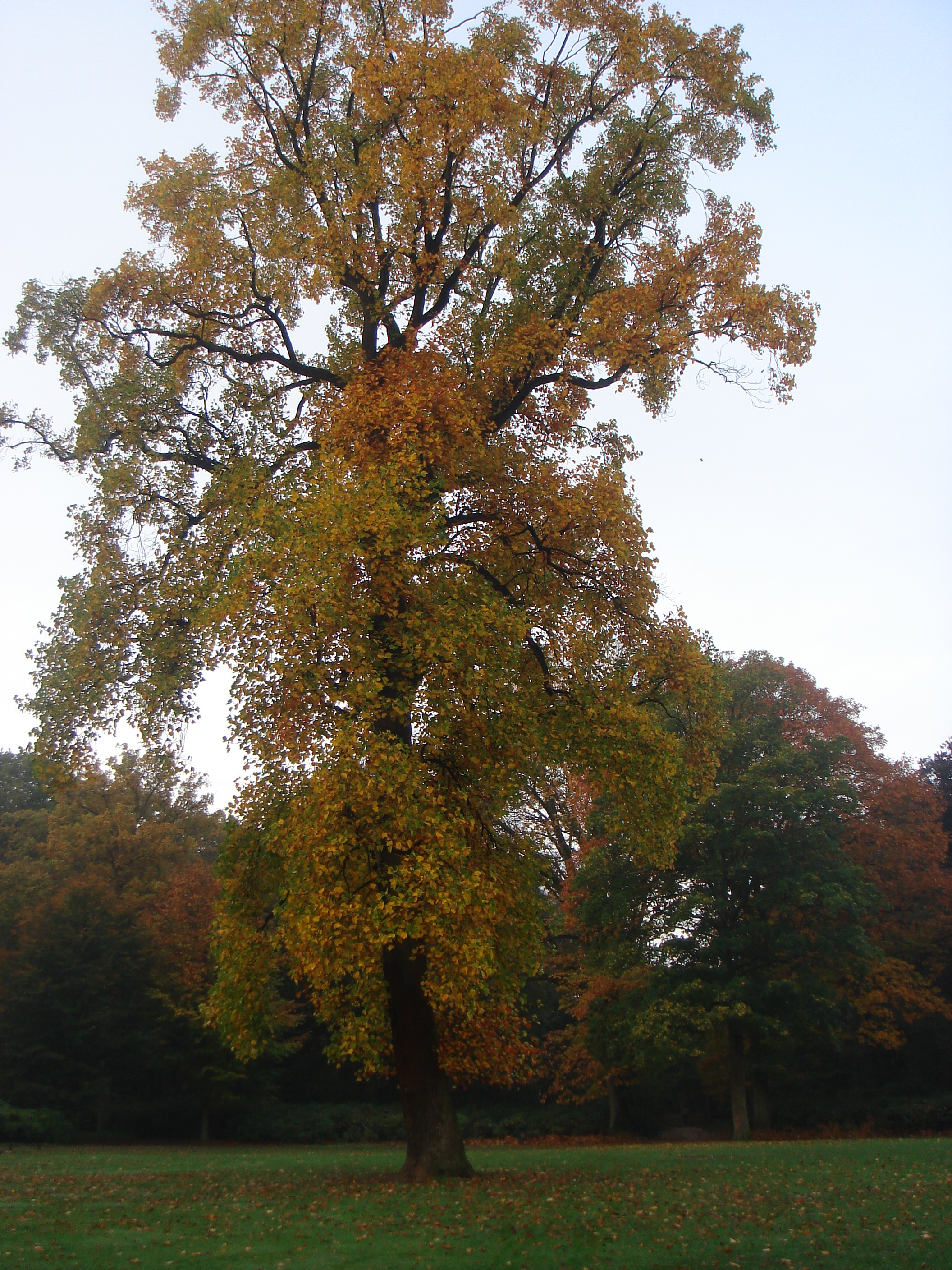
Het centrum van sterrenbos de Oude Warande in 2008, waar een markante Liriodendron stond. Deze is in 2009 neergehaald om ruimte te maken voor de bouw van een paviljoen

De buurt De Oude Warande, die kleiner is dan het oorspronkelijke park

De Oude Warande is een 18e-eeuws park, gelegen ten zuiden van spoorlijn Tilburg-Breda, tussen station Tilburg Universiteit en stadsdeel Reeshof. Het park werd in 1712 aangelegd in opdracht van Willem VIII van Hessen-Kassel en is een van de weinige intacte sterrenbossen in Nederland. 
Een sterrenbos wordt zo genoemd omdat vanuit een centraal punt een aantal lanen, meestal zes of acht, naar de hoeken en de buitenranden lopen. De Oude Warande heeft acht sterlanen, en langs de randen lopen vier lanen die een vierkant van ongeveer zeventig hectare omsluiten. Het park is in barokke stijl aangelegd, waarbij de ontwerpen van tuinarchitect André le Nôtre als voorbeeld dienden. Dit komt tot uiting in het symmetrische, rechthoekige lanenpatroon vanuit een klein centraal beeldenperk. 
In de jaren 1980 waren van deze opzet alleen de hoofdlijnen nog te zien. Daarna volgde een bijna twintig jaar durende renovatie die in 2008 gereed kwam. De oude lanen werden hersteld, zieke bomen gerooid, de verzande vijver uitgediept en 'wilde' paden verwijderd.

## Lanenplan
Zoals gebruikelijk bij sterrenbossen was een van de lanen in de Oude Warande een zichtas naar een karakteristiek punt: nu wordt het zicht geblokkeerd door de nabije gebouwen van de Universiteit van Tilburg, maar oorspronkelijk bood de oost-westlaan een doorkijk naar de Heikese kerk, twee kilometer van de warande. De laan staat dan ook bekend als de Torendreef. De hoofdopzet is zo, dat elk van de vier diagonale lanen halverwege nog door een diagonale laan doorsneden wordt. Wie de indeling als een vlakverdeling beschouwt, ziet dus een vierkant park dat in vier kleinere vierkanten (kwadranten) verdeeld is, waarbij door elk vierkant een diagonaal kruis loopt, zodat zestien gelijke driehoeken ontstaan. Her en der zijn echter aanvullingen en variaties op de hoofdopzet. Zo loopt door het zuidwestelijk kwadrant een cirkel, en splitst de Torendreef zich in twee paadjes die een vijver omsluiten. Ook blijkt dat niet alle lijnen haaks of recht zijn, iets wat kennelijk met opzet is gedaan. Verder hebben de randgebieden geen strakke opzet.

## Grensgebied
Het gebied buiten het lanenvierkant is veel minder gecultiveerd, hier en daar meer bos dan park. Het park is daardoor niet helder afgebakend; de vijfhoek van wegen en universiteitsterrein die het gebied ontsluit, meet 1,17 km2. In de officiële benamingen van de wijken en buurten in Tilburg wordt de buurt De Oude Warande in het noorden begrensd door de spoorlijn naar Breda, wat een kleinere oppervlakte oplevert.
Aan de zuidkant zijn op verschillende plaatsen inbreuken te zien: langs de Warandelaan parkeerplaatsen en tennisbanen, en langs de Zwartvenseweg de hockeyvelden van HC Tilburg. Verder van de stad komen weinig wandelaars en zijn stukken afgesneden voor de bouw van villa's. Van parkarchitectuur is hier niets te bekennen, evenmin als in het deel aan de overkant van de Bredaseweg dat tegenwoordig vaak niet meer tot de Warande gerekend wordt. Hier staat een voormalige boerderij waarachter zuidelijk de landgoederen Heidepark en Vredelust liggen en zich tot aan Riel de Kaaistoep uitstrekt: een grondwaterbeschermingsgebied en voormalig productiebos dat zich stilletjes tot natuurgebied ontwikkelt.

## Achttiende eeuw
De huidige naam Oude Warande ontstond toen in de tweede helft van de achttiende eeuw aan de Raubraken bij Berkel-Enschot een nieuwe warande werd aangelegd. Tevoren was de aanduiding eenvoudig "warande". Zoals de warande was ook het Groninger Sterrebos (zonder N) aangelegd in een formele stijl, evenals het Brusselse Warandepark en het Roeselaarse Sterrenbos, dat de kasteeltuin was van het Kasteel van Rumbeke. Al deze parken kregen in de achttiende eeuw de strakke vorm die toen in zwang was en bekendstaat als de Franse tuin. Niettemin waren deze parken tevoren vaak al in gebruik als ontspanningsplek voor de rijken. Zo niet de Oude Warande, die 'gemeijntgrond' was, van iedereen en niemand. De naam warande verwijst dan ook niet naar de oude Franse betekenis van jachtpark, maar naar de latere Nederlandse invulling als lusthof, en om die aan te kunnen leggen onttrokken de Heren van Tilburg de grond voor weinig geld aan de gemeenschap. In 1715 was het park nagenoeg voltooid. Een halve eeuw later werd de Warande uitgebreid, dit in gebruik nemen van steeds meer gemeenschappelijke gronden zette echter kwaad bloed. In 1764 en 1765 was hierover een conflict met het dorp Tilburg, dat uiteindelijk door de Staten-Generaal geschikt werd: de Heer van Tilburg stortte een som geld in de dorpskas.

## Natuur
De boomsoortensamenstelling is vrij gemengd. Naaldboomopstanden als grove den, douglasspar, lariks en fijnspar zijn het talrijkst en komen al dan niet gemengd voor. Er zijn ook grotere delen met beuk, ruwe berk, zomereik en Amerikaanse eik. De ondergroei van het bos is typisch Kempens, en verschilt van plaats tot plaats. Braam, stekelvaren en pijpenstrootje zijn er algemeen; struikheide en korstmos worden steeds meer verdrongen door de eerder genoemde soorten.
Karakteristieke dieren in de Warande zijn de Siberische grondeekhoorns. (Waarschijnlijk zijn deze niet-inheemse diertjes achtergebleven uit het Tilburgs dierenpark dat zich hier bevond). De stand van de inheemse rode eekhoorn lijkt er niet onder te lijden. Verder zijn er nog de algemene zangvogels en roofvogels als buizerd en bosuil. In totaal zijn er 86 vogelsoorten geteld, alle vrij algemeen, wat voor het overgrote deel van de hele flora en fauna geldt.

## Gebruik

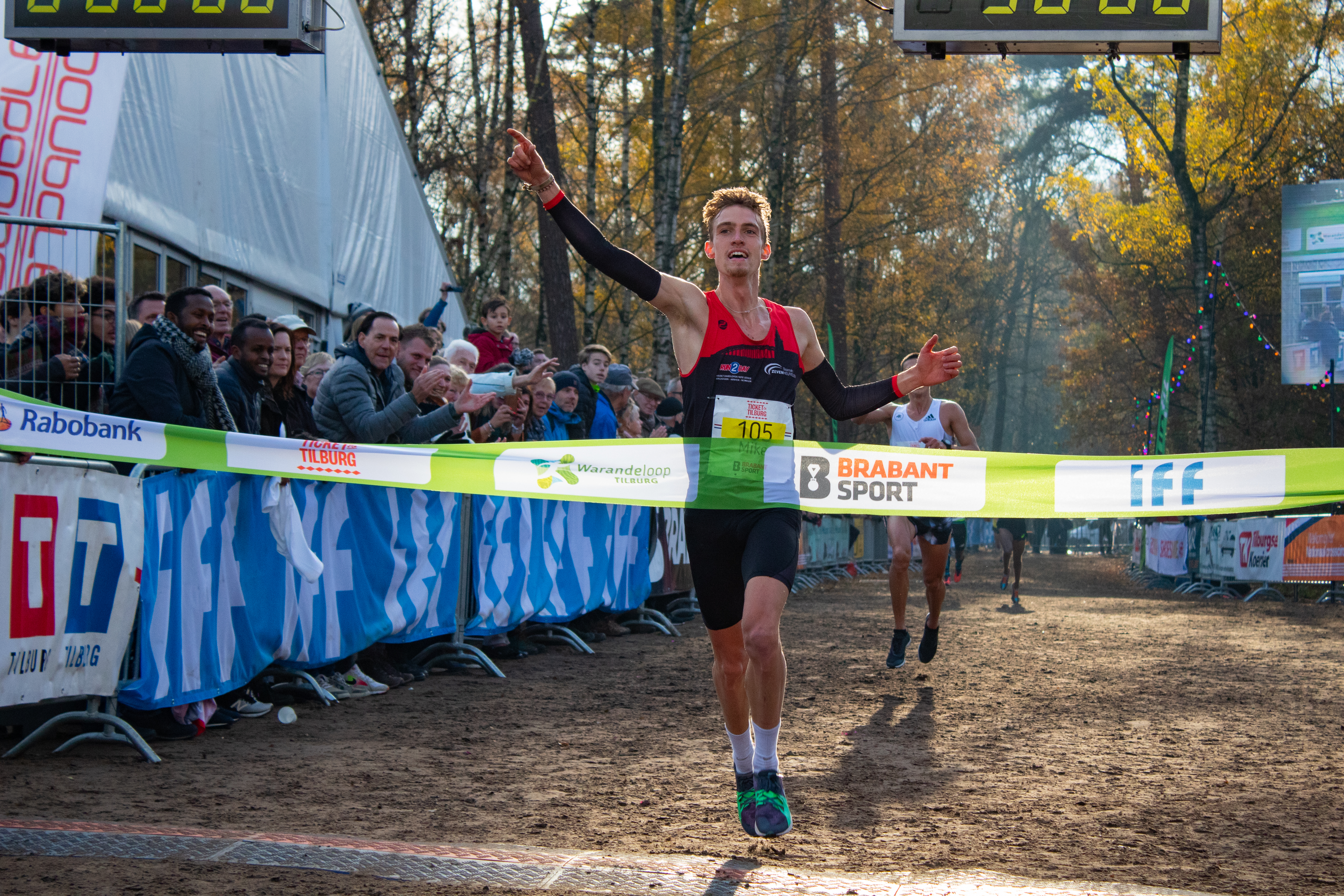
De Warandeloop in 2019 met als winnaar Mike Foppen

De Oude Warande is een recreatiegebied voor de regio Tilburg en vormt samen met het Wandelbos een groene inham die Stadsdeel Reeshof nagenoeg scheidt van de centrumwijken van Tilburg. Het bos is te bereiken vanaf de Bredaseweg en de Zwartvenseweg en het staat voor wandelaars en fietsers in open verbinding met het terrein van de Universiteit van Tilburg, zodat het ook als forse achtertuin voor de universiteit fungeert. Deze oostelijke, halfopen verbindingszone, waar tussen 1932 en 1973 het Tilburgs dierenpark heeft gelegen, is minder strak en heeft een trimparcours waarlangs boomstammen en ruw ogende balken als evenwichtsbalk, rekstok of andersoortig fitnesstoestel bedoeld zijn. In het westelijk deel is een parcours uitgezet voor de coopertest.
Sinds 1956 wordt er jaarlijks de Warandeloop gehouden. Een internationale hardloopwedstrijd. Het parcours ligt geheel in de Oude Warande.

## Lustwarande
Onder de naam Lustwarande worden sinds 2000 iedere twee of drie jaar beeldententoonstellingen gehouden in het park. Onder de exposerende beeldhouwers waren kunstenaars als Rob Birza, Wim Delvoye, Dan Graham, Anish Kapoor en Maria Roosen. De organisatie ervan is in handen van het Platform for Contemporary Sculpture. In 2023 vond de dertiende editie plaats.